# Janus Henricus Donker Curtius

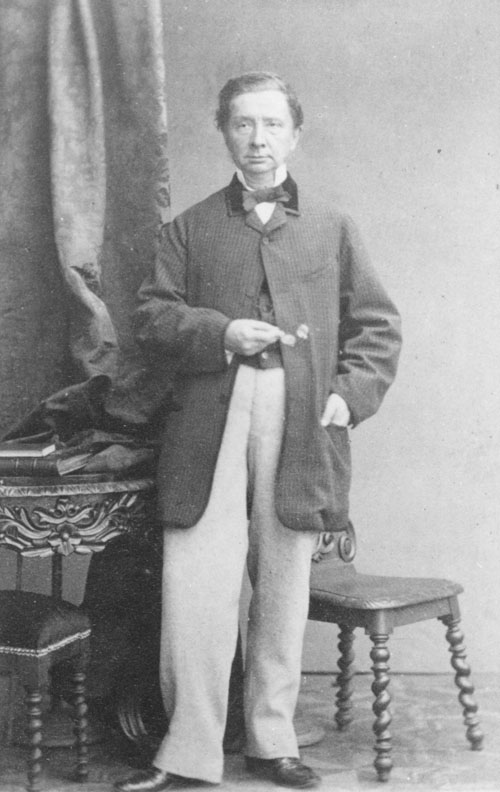
Janus Henricus Donker Curtius (1813–1879)

Janus Henricus Donker Curtius of Jan Hendrik Donker Curtius (Arnhem, 21 april 1813 – aldaar, 27 november 1879) was het laatste opperhoofd van Dejima in Japan.
Donker Curtius studeerde rechten aan de Universiteit van Leiden. Hij arriveerde in 1852 op Dejima, en was getuige van de geforceerde ontsluiting van Japan door commodore Matthew Calbraith Perry in 1853.
Donker Curtius zorgde in 1855 voor de levering van het eerste stoom-aangedreven marinevaartuig aan Japan, de Soembing. Het was een raderboot van 29 meter lang, vijf meter breed en met een diepgang van 4 meter. Het was bewapend met zes vuurmonden. Het werd hernoemd tot Kanko Maru en was de eerste stap naar een moderne marinevloot voor Japan.
Hij bewerkstelligde in 1856 een Vrede en Vriendschapsverdrag tussen Nederland en Japan. Vanaf dat moment was het toegestaan om Dejima vrijelijk te bezoeken en te verlaten. In 1858 was hij het laatste opperhoofd dat de hofreis naar Edo maakte. Tijdens die reis verwierf hij een collectie boeken, vooral over Rangaku, die nu in het bezit is van de bibliotheek van de Universiteit van Leiden.